# XVI Premis de la Crítica de les Arts Escèniques
La setzena edició dels Premis de la Crítica de les Arts Escèniques va correspondre a la temporada 2008-2009. El lliurament dels premis va tenir lloc al Barcelona Teatre Musical, el 7 de setembre del 2009, durant la VIII gala Barcelona Aixeca el Teló que va ser retransmesa en directe per Televisió de Catalunya. Aquesta va ser la primera i única vegada que els premis es van retransmetre per televisió. Així doncs, malgrat que durant la segona època dels guardons aquests es lliuraven a principis de l'any següent al del final de la temporada, en aquesta edició van lliurar-se just a l'inici de la següent temporada. Per aquest motiu, el 2009 hi va haver dues entregues dels guardons de la crítica: una al gener (Temporada 07-08) i l'altre al setembre (Temporada 08-09). Aquest fet només havia succeït en dues ocasions abans, el 1995 i el 2000.
En aquesta edició es va lliurar per primera vegada el Premi Gonzalo Pérez de Olaguer, instaurat com a homenatge al crític mort l'any anterior i que va ser jurat dels premis en gairebé totes les seves edicions. També va ser la primera edició en tota la història dels guardons que no va comptar amb cap premi especial i la primera de la segona etapa en eliminar el Premi al Millor Espectacle Parateatral, instaurat a la represa dels premis el 2008 amb la XIV edició. Aquesta fou l'última edició de la segona època dels Premis de la Crítica, que no es recuperarien fins al 2015.

## I Premi Gonzalo Pérez de Olaguer
- Llibreria Millà, per la seva trajectòria centenària i la seva significativa contribució a la difusió del teatre català.

## XVI Premis de la Crítica de Teatre
| Categoria                       | Persona                    | Obra | Autoria | Direcció                                                       | Teatre                                                |
| ------------------------------- | -------------------------- | --- | --- | -------------------------------------------------------------- | ----------------------------------------------------- |
| Millor espectacle               | -                          | Rock'n'roll | Tom Stoppard                                                                                                  | Àlex Rigola                                                    | Teatre Lliure                                         |
| Millor espectacle internacional | -                          | Hamlet | William Shakespeare i Schaubühne de Berlín                                                                    | Thomas Ostermeier                                              | Teatre Lliure                                         |
| Millor direcció                 | Pep Tosar                  | Molts records per a Ivanov | Pep Tosar i Albert Tola, a partir de l'obra Ivànov d'Anton Txèkhov                                            | -                                                              | Círcol Maldà                                          |
| Millor interpretació femenina   | Mercè Arànega              | Mort de dama | Rafel Duran i Marc Rosich, a partir de la novela homònima de Llorenç Villalonga                               | Rafel Duran                                                    | TNC i Teatre Principal de Palma                       |
| Millor interpretació femenina   | Júlia Möller               | Aloma | Lluís Arcarazo, Alfonso de Vilallonga i Cia. Dagoll Dagom, a partir de la novel·la homònima de Mercè Rodoreda | Joan Lluís Bozzo                                               | TNC                                                   |
| Millor interpretació femenina   | Rosa Renom                 | Rock'n'roll | Tom Stoppard                                                                                                  | Àlex Rigola                                                    | Teatre Lliure                                         |
| Millor interpretació femenina   | Rosa Renom                 | Mort d'un viatjant | Arthur Miller i Teatro Español, Teatre Lliure i El Canal-Centre d'Arts Escèniques de Salt-Girona              | Mario Gas                                                      | Teatre Municipal de Girona i Teatre Lliure            |
| Millor interpretació masculina  | Julio Manrique             | Hamlet | William Shakespeare i Cia La Perla 29                                                                         | Oriol Broggi                                                   | Biblioteca de Catalunya                               |
| Millor interpretació masculina  | Jordi Boixaderas           | Mort d'un viatjant | Arthur Miller i Teatro Español, Teatre Lliure i El Canal-Centre d'Arts Escèniques de Salt-Girona              | Mario Gas                                                      | Teatre Municipal de Girona i Teatre Lliure            |
| Millor interpretació masculina  | Pep Cruz                   | La casa dels cors trencats | George Bernard Shaw                                                                                           | Josep Maria Mestres                                            | TNC                                                   |
| Millor musical                  | -                          | Sweeney Todd | Stephen Sondheim i Teatro Español                                                                             | Mario Gas i Manuel Gas (revisió de l'estrena original de 1995) | Teatre Apolo                                          |
| Millor text                     | Pau Miró                   | Búfals | Pau Miró | Pau Miró                                                       | Sala La Planeta (Temporada Alta 2008) i Versus Teatre |
| Millor text                     | Pau Miró                   | Lleons | Pau Miró | Pau Miró                                                       | TNC                                                   |
| Millor dramatúrgia              | Daniel Veronese            | Espía a una mujer que se mata i Mujeres soñaron caballos, dues de les tres obres del Projecte Txèkhov (la tercera obra és Un hombre que se ahoga, inspirada en Les tres germanes d'Anton Txèkhov, presentada al Teatre Lliure el 2007) | Espía a una mujer que se mata, inspirada en L'oncle Vània d'Anton Txèkhov                                     | Daniel Veronese                                                | Temporada Alta 2007 i Teatre Lliure                   |
| Millor dramatúrgia              | Daniel Veronese            | Espía a una mujer que se mata i Mujeres soñaron caballos, dues de les tres obres del Projecte Txèkhov (la tercera obra és Un hombre que se ahoga, inspirada en Les tres germanes d'Anton Txèkhov, presentada al Teatre Lliure el 2007) | Mujeres soñaron caballos, text original de Daniel Veronese                                                    | Daniel Veronese                                                | Teatre Lliure                                         |
| Millor traducció                | Cristina Genebat           | Product | Mark Ravenhill                                                                                                | Julio Manrique                                                 | Sala Beckett                                          |
| Millor escenografia             | Alfons Flores              | La casa dels cors trencats | George Bernard Shaw                                                                                           | Josep Maria Mestres                                            | TNC                                                   |
| Millor vestuari                 | César Olivar i Ángel Vilda | Mort de dama | Rafel Duran i Marc Rosich, a partir de la novela homònima de Llorenç Villalonga                               | Rafel Duran                                                    | TNC i Teatre Principal de Palma                       |
| Millor il·luminació             | Quico Gutiérrez            | La América de Edward Hopper | Eva Hibernia, a partir de l'obra pictòrica d'Edward Hopper                                                    | Eva Hibernia                                                   | Sala Beckett                                          |
| Premi Revelació                 | Cristina Clemente          | Volem anar al Tibidabo | Cristina Clemente i Cia. FlyHard                                                                              | Cristina Clemente                                              | Versus Teatre                                         |